# Пашкани
Пашка́ни (рум. Pașcani) — село в Кагульському районі Молдови, відноситься до комуни Манта.
Село розташоване на півдні країни. Розташоване на річці Прут.

## Населення
Національний склад населення за даними перепису 1930 року у Румунії:
| Національність | Кількість осіб | Відсоток |
| -------------- | -------------- | -------- |
| росіяни        | 75             | 44,38 %  |
| румуни         | 74             | 43,79 %  |
| українці       | 12             | 7,10 %   |
| болгари        | 8              | 4,73 %   |

Мовний склад населення за даними перепису 1930 року:
| Мова       | Кількість осіб | Відсоток |
| ---------- | -------------- | -------- |
| російська  | 87             | 51,48 %  |
| румунська  | 74             | 43,79 %  |
| болгарська | 8              | 4,73 %   |